# Marco Richter (Fußballspieler)
Marco Richter (* 24. November 1997 in Friedberg) ist ein deutscher Fußballspieler. Der Offensivspieler steht als Leihspieler des 1. FSV Mainz 05 beim SV Darmstadt 98 unter Vertrag und ist ehemaliger Nachwuchsnationalspieler.

## Karriere

### Vereine
Mit dem Fußballspielen begann Richter beim SV Ried 1951, einem Mehrspartensportverein aus dem gleichnamigen Ort im Landkreis Aichach-Friedberg östlich von Augsburg. Nachdem er an einem Talenttag „gescoutet“ worden war, spielte er von 2004 bis 2012 in der Jugendabteilung des FC Bayern München. Nach acht Spielzeiten wechselte er in die Jugendabteilung des FC Augsburg, für deren zweite Mannschaft er am 22. Mai 2015 (34. Spieltag) bei der 1:2-Niederlage im Auswärtsspiel gegen den FC Ingolstadt II erstmals in der viertklassigen Regionalliga Bayern zum Einsatz kam. In der darauffolgenden Spielzeit 2015/16 erzielte er in 18 Punktspielen und zwei Relegationsspielen insgesamt sieben Tore. Gleichzeitig hatte er mit 24 Toren in 16 Punktspielen großen Anteil am Wiederaufstieg der A-Junioren des FC Augsburg in die A-Junioren-Bundesliga Süd/Südwest. In der Saison 2016/17 schoss er 23 Tore in 27 Punktspielen für die zweite Mannschaft des FC Augsburg und war damit der Spieler mit den drittmeisten Toren in der Liga. Überregionale Aufmerksamkeit erregten die sieben Tore, die er am 30. Juli 2016 (3. Spieltag) beim 12:0-Sieg im Heimspiel gegen den SV Seligenporten erzielte. Am 14. Oktober 2017 (8. Spieltag) debütierte er in der Bundesliga, als er beim 2:2-Unentschieden im Auswärtsspiel gegen die TSG 1899 Hoffenheim in der 87. Minute für Kevin Danso eingewechselt wurde. Am 4. Februar 2018 (21. Spieltag) erzielte er beim 3:0-Sieg im Heimspiel gegen Eintracht Frankfurt mit dem Treffer zum Endstand sein erstes Bundesligator. Gegen Eintracht Frankfurt gelang ihm am 14. April 2019 (29. Spieltag) beim 3:1-Auswärtssieg mit den Treffern zum 1:1 in der 31. und 2:1 in der 45. Minute auch sein erster Doppeltorerfolg.
Kurz vor Saisonstart 2021/22 wechselte Richter zum Ligakonkurrenten Hertha BSC. Im Gegenzug wechselte Arne Maier leihweise aus der Hauptstadt nach Augsburg. Am 16. Oktober 2021 erzielte Richter beim 2:1-Auswärtssieg gegen Eintracht Frankfurt sein erstes Tor für Hertha BSC. Unter den Trainern Pal Dardai, Tayfun Korkut und Felix Magath kam Richter zu 30 Einsätzen, davon stand er 19-mal in der Startelf und erzielte 5 Tore. Da Hertha BSC die Saison auf dem 16. Tabellenplatz beendete, musste er in die Relegation gegen den Hamburger SV, wo sich der Bundesligist mit 2:1 (0:1/2:0) durchsetzte. Nachdem Richter die ersten Spiele der Saison 2022/23 verpasst hatte, kam er auf 29 Einsätze (6 Tore) und stieg mit den Berlinern zum Ende der Spielzeit aus der Bundesliga ab.

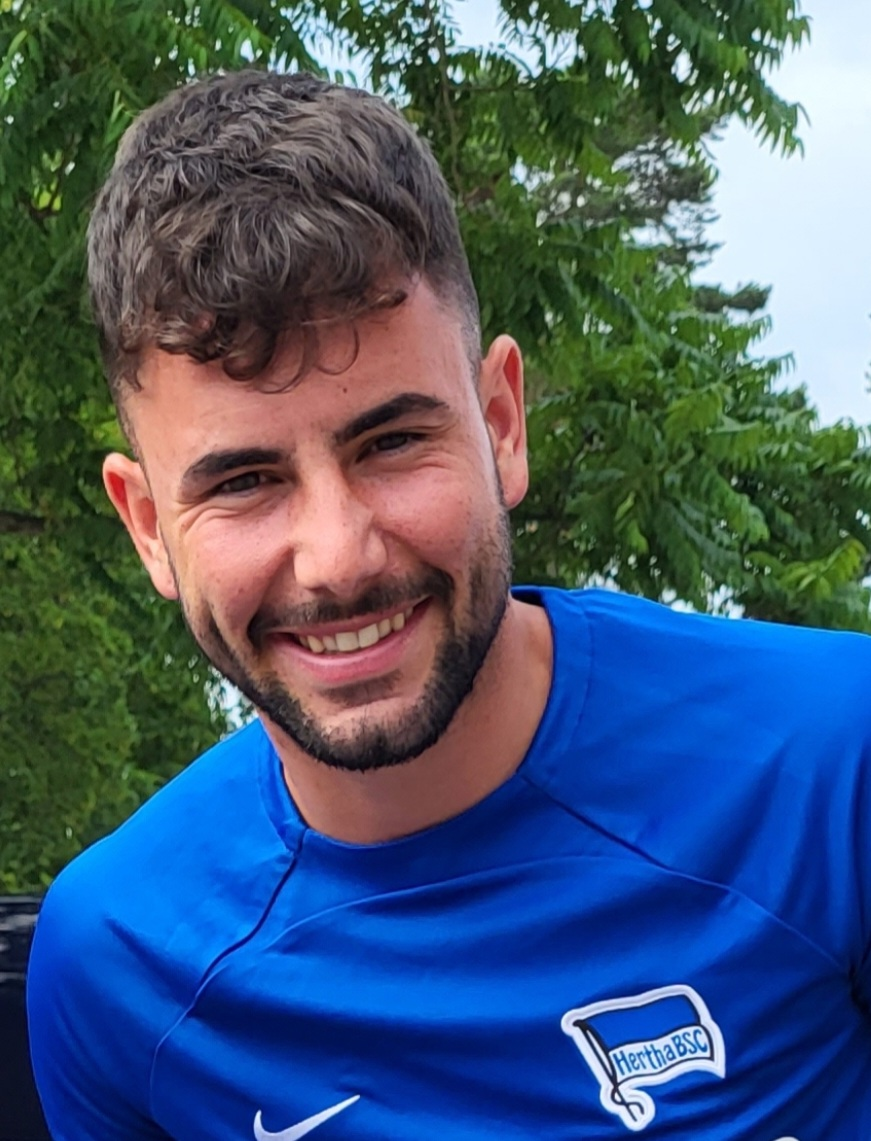
Marco Richter bei Hertha BSC (2022)

Am 22. August 2023 wechselte er zurück in die Bundesliga zum 1. FSV Mainz 05. Die Mainzer befanden sich in der Saison 2023/24 im Abstiegskampf. Richter kam unter Bo Svensson und dessen Nachfolger Bo Henriksen auf 20 Bundesligaspiele, in denen er siebenmal in der Startelf stand und ein Tor erzielte. Die Mannschaft erreichte schließlich auf dem 13. Platz den Klassenerhalt.
Ende August 2024 wechselte Richter bis zum Ende der Saison 2024/25 auf Leihbasis in die 2. Bundesliga zum Hamburger SV. Dabei wurde er vom Sportvorstand Stefan Kuntz verpflichtet, der einst sein U21-Nationaltrainer gewesen war.
Im Juli 2025 folgte eine weitere Leihe zum Zweitligisten SV Darmstadt 98.

### Nationalmannschaft
Sein Debüt im Nationaltrikot gab er am 9. November 2017 in Chemnitz, als er beim 2:2-Unentschieden der U20-Nationalmannschaft gegen die Auswahl Italiens im Rahmen der U20 Elite League für Görkem Sağlam in der 84. Minute eingewechselt wurde. Sein Debüt für die U21-Nationalmannschaft gab er am 7. September 2018 in Fürth beim 3:0-Sieg über die Nationalmannschaft Mexikos. Seine ersten beiden Länderspieltore erzielte er am 17. Juni 2019 in Udine im ersten EM-Spiel der Gruppe B, das gegen die U21-Nationalmannschaft Dänemarks mit 3:1 gewonnen wurde.
Richter wurde von Trainer von Stefan Kuntz in den Kader der Olympiaauswahl für das Fußballturnier der Olympischen Sommerspiele 2021 berufen. Er kam in allen drei Vorrundenspielen zum Einsatz und schied mit der Mannschaft als Gruppendritter aus.

### Gesundheit
Im Sommer 2022 wurde bei Marco Richter ein Hodentumor festgestellt. Er musste sich operieren lassen, eine Chemotherapie war nicht erforderlich. Am 27. August 2022 gab er mit seiner Einwechslung im Bundesligaspiel gegen Borussia Dortmund sein Comeback.

## Erfolge
- Aufstieg in die Bundesliga: 2025 (Hamburger SV)